# Poimenski seznam ameriških generalov
Poimenski seznam ameriških generalov.

## A
Oscar Bergstrom Abbott - John Abizaid - Clyde Rush Abraham - Creighton Williams Abrams mlajši - Claude Mitchell Adams - Clayton Sinnot Adams - Emory Sherwood Adams - Paul De Witt Adams - Clarence Lionel Adcock - James A. Adkins - Julius Ochs Adler - Leo James Ahern - Spencer Ball Akin - James L. Alcorn - Clyde Charles Alexander - Edward Porter Alexander - George Murrell Alexander - William Alexander - Robert Alexander - James Raymond Alfonte - Terry de la Mesa Allan - Frank Albert Allen mlajši - George J. Allen - Harvey Clark Allen - John R. Allen - Leven Cooper Allen - Roderick R. Allen - Wayne Russell Allen - Randolph D. Alles - George R. Allin - Edward Mallory Almond - Kenneth George Althaus - John D. Altenburg mlajši - Jacob Ammen - James F. Amos - Wilhelm Arthur Andersen - Alexander Edward Anderson - John Benjamin Anderson - Jonathan Waverly Anderson - Joseph R. Anderson - Richard H. Anderson - Thomas McArthur Anderson - Frank Maxwell Andrews - Clift Andrus - Charles Morris Ankcorn - John Adams Appleton - Lewis Addison Armistead - Thomas Seely Arms - Clare Hibbs Armstrong - Donald Armstrong - John Armstrong - Archibald Vincent Arnold - Benedict Arnold - Calvert Hinton Arnold - Henry H. Arnold - William Howard Arnold - William Richard Arnold - John Caraway Arrowsmith - William Wallace Atterbury - Wayland Bixby Augur - Henry Spiese Aurand - William Woods Averell - Ray Longfellow Avery - Leonard Porter Ayres - Romeyn Beck Ayres -

## B
Paul William Baade - 
Franklin Babcock - 
George Irving Back - 
George Maurice Badger - 
Carl Adolph Baehr - 
Joseph Augustus Baer - 
Harry Howard Baird - 
Henry Welles Baird - 
Frayne Baker - 
Walter Campbell Baker - 
Frank Dwight Baldwin -
Geoffrey Prescott Baldwin - 
Antonio Rodriguez Balinas - 
Harvey Ball - 
Jesmond Dene Balmer - 
Carl Conrad Bank - 
Nathaniel Prentiss Banks - 
Henry Anson Barber mlajši - 
Russell Gilbert Barkalow - 
Harold Richards Barker - 
Ray Wehnes Barker - 
Francis Barlow - 
Gladeon Marcus Barnes - 
Harold Arthur Barnes - 
Julian Francis Barnes - 
Allison Joseph Barnett - 
George Barnett - 
James Washington Barnett - 
Charles Heyward Barnwell mlajši - 
David Goodwin Barr - 
Charles Joseph Barrett - 
William Andros Barron mlajši - 
Robert Hilliard Barrow - 
William A. Barstow - 
Charles Henry Barth mlajši - 
Raymond Oscar Barton - 
Joseph Edward Barzynski - 
Joseph Edward Bastion - 
Robert Marks Bathurst - 
Joseph Franklin Battley - 
James Ernest Baylis - 
Stanhope Bayne-Jones - 
George Corwin Beach mlajši - 
William Beall - 
Pierre Gustave Toutant de Beauregard - 
Rex Webb Beasly - 
Lewis C. Beebe - 
William Arthur Beiderlinden - 
Robert Sprague Beightler - 
Burwell Baxter Bell III. - 
James Franklin Bell - 
Marcus Brenneman Bell - 
Barnard E. Bee mlajši - 
Jay Leland Benedict - 
Thomas A. Benes - 
Donald V. Bennett - 
William Edward Bergin - 
John W. Bergman - 
Martin R. Berndt - 
Robert Ward Berry - 
William Weston Bessell mlajši - 
Frank S. Besson mlajši - 
James Albertus Bethea - 
Edward C. Betts - 
Thomas Jeffries Betts - 
Hubert Ward Beyette - 
David F. Bice - 
Carroll Owen Bickelhaupt - 
William Philips Biddle - 
Claude Vivian Birkhead - 
Hammond Davies Birks - 
David B. Birney - 
John Ter Bush Bissell - 
Ernest Aaron Bixby - 
Frederick Harry Black - 
Garland Cuzorte Black - 
Robert R. Blackman mlajši - 
Philip Guillou Blackmore - 
Francis Preston Blair mlajši - 
Harold Whittle Blakeley - 
David Hazen Blakelock - 
William Pinckney Bledsoe - 
Frederick Arthur Blesse - 
Raymond Whitcomb Bliss - 
Tasker Howard Bliss - 
Kenneth Thompson Blood - 
Roy Eugene Blount - 
Clifford Bluemel - 
Haydon Lemaire Boatner - 
Walter Putney Boatwright - 
Craig T. Boddington - 
John James Bohn - 
Charles F. Bolden mlajši - 
Alexander Russell Bolling - 
Charles Lawrence Bolte - 
Charles Hartwell Bonesteel - 
Milton Orme Boone - 
Donald Prentice Booth - 
William A. Borden - 
Solon Borland - 
Truman Everett Boudinot - 
Charles Francis Bowen - 
Frank Sayles Bowen mlajši - 
Frank Otto Bowman - 
Harwood Christian Bowman - 
Leonard Russell Boyd - 
Frederic William Boye - 
Karl Slaughter Bradford - 
William Brooks Bradford - 
James Lester Bradley - 
Joseph Sladen Bradley - 
Omar Nelson Bradley - 
Aaron Bradshaw mlajši - 
John Stewart Bragdon - 
Braxton Bragg - 
Lawrence O'Bryan Branch - 
Donald W. Brann - 
Gustav J. Braun mlajši - 
John C. Breckinridge - 
Lewis Brereton - 
Francis Bresnahan - 
Sereno Elmer Brett - 
Carlos Brewer - 
Edwin Dyson Bricker - 
Raymond Westcott Briggs - 
Francis G. Brink - 
James Francis Brittingham - 
Daniel Brodhead - 
Ronald Cornelius Brock - 
Edward Hale Brooks - 
Vincent Brooks - 
William Edward Brougher - 
Albert Eger Brown - 
Ames T. Brown - 
Charles Conrad Brown - 
Everett Ernest Brown - 
Homer Caffee Brown - 
Jacob Jennings Brown - 
Lloyd Davidson Brown - 
Philip Edward Brown - 
Robert Quinney Brown - 
Thoburn Kaye Brown - 
Wyburn Dwight Brown - 
Frederick William Browne - 
Albert Jesse Browning - 
Andrew Davis Bruce - 
Rapp Brush - 
Philip Gilstrap Bruton - 
Blackshear Morrison Bryan - 
William Bryden - 
Kenneth Buchanan - 
Oliver Boone Bucher - 
Simon Bolivar Buckner mlajši - 
Theodore Earl Buechler - 
Harold Roe Bull - 
Egbert Frank Bullene - 
Henry Tocitus Burgin - 
Nathaniel Alanson Burnell - 
Ray Lawrence Burnell - 
James Henry Burns - 
Ambrose Everett Burnside - 
Clarence Lemar Burpee - 
Withers A. Burress - 
Ernest Hill Burt - 
Charles Manly Busbee - 
Edwin Butcher - 
Benjamin Franklin Butler - 
Frederic Bates Butler - 
Richard Butler - 
Smedley Butler - 
Daniel Butterfield - 
Reginald William Buzzell - 
Clovis Ethelbert Byers - 
Joseph Wilson Byron -

## C
William Lewis Cabell - 
Benjamin Franklin Caffey mlajši - 
Daniel Callaghan - 
Philip Edward Callagher - 
George Russell Callender - 
Frank Camm - 
Thomas James Camp - 
Arthur Griffith Campbell - 
Boniface Campbell - 
Levin Hicks Campbell mlajši - 
William Archibald Campbell - 
William Franklin Campbell - 
Edward Canby - 
Charles Draper William Canham - 
Ralph Julian Canine - 
Robert Milchrist Cannon - 
Paul Wyatt Caraway - 
Don Emerson Carleton - 
Gordon De L. Carrington - 
Percy James Carroll - 
Arthur Hazelton Carter - 
Ellerbe Winn Carter - 
William Vaulx Carter - 
James E. Cartwright - Joseph Carter Abbott -
Homer Case - 
Rolland Webster Case - 
Hugh John Casey - 
Lewis Cass - 
John G. Castellaw - 
Clifton Bledsoe Cates - 
Thomas Benton Catron - 
William D. Catto - 
Adna R. Chaffee mlajši - 
Edwin William Chamberlain - 
Harry Dwight Chamberlin - 
Joshua Chamberlain - 
Stephen J. Chamberlin - 
William Earl Chambers - 
Rex Eugene Chandler - 
Willis McDonald Chapin - 
Elbridge Gerry Chapman mlajši - 
Leonard Fielding Chapman mlajši - 
William Curtis Chase - 
Raphael Saul Chavin - 
Henry Barlow Cheadle - 
Ferdinand Chesarek - 
Godfrey Cheshire - 
Gilbert Xavier Cheves - 
William Elbridge Chickering - 
Thomas Jonathan Jackson Christian - 
James George Christiansen - 
John Kay Christmas - 
William Canou Christy - 
John Huston Church - 
Thomas James Churchill - 
Bradford Grethen Chynoweth - 
Frank Sheldon Clark - 
Mark Wayne Clark - 
Wesley Kanne Clark - 
Bruce Cooper Clarke - 
Carter Weldon Clarke - 
Herbert Slayden Clarkson - 
Percy William Clarkson - 
Lucius du Bignon Clay - 
Powell Clayton - 
Patrick Cleburne - 
Joseph Pringle Cleland - 
Paul Bernard Clemens - 
Edgar Lewis Clewell - 
James Clinton - 
Ralph Waldo Coane - 
Nicholas Hamner Cobbs - 
Henry Clay Coburn mlajši - 
Francis Cockrell - 
James Arthur Code mlajši - 
John Will Coffey - 
William Henry Colbern - 
Albert Elbert Colburn - 
William Edward Cole - 
Ronald S. Coleman - 
Edgar Bergman Colladay - 
John Howell Collier - 
Harry John Collins - 
James Francis Collins - 
James Lawton Collins - 
Joseph Lawton Collins - 
Leroy Pierce Collins - 
Stewart Garfield Collins - 
Vivian Bramble Collins - 
Charles Frederick Colson - 
Roger Baldwin Colton - 
Ebenezer Lattimore Compere - 
Thomas L. Conant - 
Ludwig Shaner Conelly - 
John French Conkley - 
Donald Hilary Connolly - 
William Durward Connor - 
George Bryan Conrad - 
James T. Conway - 
Thomas Conway - 
Gilbert Richard Cook - 
John Cook - 
Elliot Duncan Cooke - 
Merian Caldwell Cooper - 
John Eubank Copeland - 
Clifford Lee Corbin - 
William Preston Corderman - 
Charles Harrison Corlett - 
Hugh Corth - 
Norman Daniel Cota - 
John Breitling Coulter - 
Edward Raab Covell - 
Leonard Covington - 
Christian B. Cowdrey - 
Miles Andrew Cowles - 
Albert Lyman Cox - 
Richard Ferguson Cox - 
Bantz John Craddock - 
Charles Frost Craig - 
Louis Aleck Craig - 
Malin Craig - 
James Kerr Crain - 
Kenneth Frank Cramer - 
Myron Cady Cramer - 
John Alden Crane - 
William Carey Crane - 
Joseph Alfred Cranston - 
David McLean Crawford - 
James Blanchard Crawford - 
Robert Walter Crawford - 
Roscoe Campbell Crawford - 
Robert William Crichlow mlajši - 
William Earl Crist - 
Willis Dale Crittenberger - 
James Cave Crockett - 
John M. Croley - 
Evans Read Crowell - 
Donald Cameron Cubbison - 
Albert L. Culbertson - 
Frank Lewis Culin mlajši - 
Joseph Michael Cummins - 
James Hutchings Cunningham - 
Julian Wallace Cunningham - 
Charles Clarence Curtis - 
James Washington Curtis - 
Samuel Curtis - 
Robert Everton Cushman mlajši - 
George Armstrong Custer - 
Elliott Carr Cutler - 
Lysander Cutler - 
Stuart Cutler -

## D
Holmes Ely Dager - 
John Ernest Dahlquist - 
Josiah Toney Dalbey - 
Edmond Leo Daley - 
James Leo Dalton II. - 
Joseph Nicholas Dalton - 
Cornelius Martin Daly - 
Robert Melville Danford - 
Edward Courtney Bullock Danforth - 
Maurice Wiley Daniel - 
Clarence Hagbart Danielson - 
Wilmot Alfred Danielson - 
William Orlando Darby - 
Charles Lanier Dasher - 
Lester Amiel Daugherty - 
Garrison Holt Davidson - 
Addison Dimmitt Davis - 
Andrew B. Davis - 
Benjamin Oliver Davis mlajši - 
George Arthur Davis - 
Jack A. Davis - 
Jefferson C. Davis - 
John Fuller Davis - 
Leonard Louis Davis - 
Ray Davis - 
Thomas Jefferson Davis - 
Donald Angus Davision - 
Pete Dawkins - 
Ernst Joseph Dawley - 
Herbert Reynolds Dean - 
William Frishe Dean - 
John Russell Deane - 
William Richard Dear - 
Henry Dearborn -
George Henry Decker - 
Pedro del Valle - 
Martin Dempsey - 
Guy Blair Denit - 
Eley Parker Denson - 
Frank Richard Denton - 
Jacob Loucks Devers - 
James Gasper Devine - 
John Matthew Devine - 
Ralph Godwin DeVoe - 
Calvin DeWitt mlajši - 
John Lesesne DeWitt - 
Wallace DeWitt - 
Robert C. Dickerson - 
Philemon Dickinson - 
LeGrande Albert Diller - 
Theodore Harwood Dillon - 
Brice Pursell Disque - 
Charles Edward Dissinger - 
Rollo Curtin Ditto - 
Thomas Pleasant Dockery - 
Jens Anderson Doe - 
William Henry Donaldson mlajši - 
Leo Donovan - 
Richard Donovan - 
Timothy E. Donovan - 
William Joseph Donovan - 
Henry Chessman Dooling - 
Jimmy Doolittle - 
Charles Richard Doran - 
Georges Frederic Doriot - 
Frank Dorn - 
Abner Doubleday - 
John Doughty - 
Sylvester DeWitt Downs mlajši - 
Jesse Cyrus Drain - 
Charles Chisholm Drake - 
William Henry Draper mlajši - 
Guy Humphrey Drewry - 
Hugh Aloysius Drum - 
Robinson Earl Duff - 
James Thomas Duke - 
Robert Leroy Dulaney - 
Walter Alexander Dumas - 
William Caldwell Dunckel - 
Joseph F. Dunford mlajši - 
George Clark Dunham - 
Wilbur Eugene Dunkelberg - 
Robert Horace Dunlop - 
Beverly Charles Dunn - 
Louis Lebèque Duportail -

## E
John Macaulay Eager - 
William Willis Eagles - 
Ira Eaker - 
Jubal Anderson Early - 
Herbert Ludwell Earnest - 
Cladius Miller Easley - 
Roy Woodson Easley - 
Harold Eugene Eastwood - 
Ralph Parker Eaton - 
George Leland Eberle - 
Roger Weed Eckfeldt - 
Clyde Davis Eddleman - 
Manton Sprague Eddy - 
Glen Edgar Edgerton - 
James E. Edmonds - 
Harvey Edward - 
Heber L. Edwards - 
Nathaniel Hillyer Egleston - 
Robert Lawrence Eichelberger - 
Dwight David Eisenhower - 
Dabney Otey Elliott - 
George Frank Elliot - 
John Archer Elmore - 
Stanley Dunbar Embick - 
Ambrose Robert Emery - 
Francis Augustus Englehart - 
Paul Xavier English - 
Michael E. Ennis - 
Riley Finley Ennis - 
Sidney Erickson - 
Luis Raul Esteves - 
Edward Arthur Evans - 
Henry Cotheal Evans - 
Vernon Evans - 
Eugene O. Eversburg - 
Richard S. Ewell - 
George Senseny Eyster -

## F
James Fleming Fagan - Leigh Cole Fairbank - Don Carlos Faith - Eugene Warren Fales - Archie Arrington Farmer - Francis William Farrell - Thomas Francis Farrell - Philip Ries Faymonville - Herman Feldman - Bonner Frank Fellers - Clarence Charles Fenn - Chauncey Lee Fenton - Claude Birkett Ferenbaugh - Charles Sabin Ferrin - Benjamin Greeley Ferris - Kendall Jordan Fielder - Thomas Dewees Finley - Irwing Andrews Fish - Burdette Mase Fitch - Philip Bracken Fleming - Raymond Hartwell Fleming - James F. Flock - Lester De Long Flory - George J. Flynn - Elbert Louis Ford - William Wallece Ford - Nathan Bedford Forrest III. - George Jacob Forser - George Burgess Forster mlajši - Ivan Leon Forster - John W. Foster - Guy O. Fort - Louis Joseph Fortier - Raymond Foster Fowler - Alonzo P. Fox - Leon Alexander Fox - Raymond C. Fox - Thomas Alexander Fraizier - Selby Harney Frank - Gustav Henry Franke - John Merryman Franklin - William B. Franklin - John Brandon Franks - Tommy Franks - Lloyd Ralston Fredendall - Robert Tryon Frederick - John C. Frémont - Charles Augustus French - James Luke Frink - Harold J. Fruchtnicht - James Clyde Fry - Ben Hebard Fuller - Horace Hayes Fuller - Howard Ellsworth Fuller - Walter Scott Fulton - Arnold John Funk - Frederick Funston - Theodore Leslie Futch -

## G
Hugh J. Gaffey - 
Philip Stearns Gage - 
Charles Kenon Gailey mlajši - 
Ridgely Gaither - 
Jon A. Gallinetti - 
John Rogers Galvin - 
Richard Montgomery Gano - 
Peter Gansevoort - 
Robert Gibbins Gard - 
Emerson N. Gardner mlajši - 
Fulton Quintus Cincinnatus Gardner - 
John Henry Gardner - 
James A. Garfield - 
Creswell Garlington - 
Robert C. Garrett - 
William F. Garrison - 
Crump Garvin - 
Walter E. Gaskin - 
Lorenzo Dow Gasser - 
Horatio Gates - 
James Maurice Gavin - 
Hobart R. Gay - 
John W. Geary - 
Roy Geiger - 
Charles Peaslee George - 
Charles Hunter Gerhardt - 
Lee Saunders Gerow - 
Leonard Townsend Gerow - 
Timothy F. Ghormley - 
Lloyd H. Gibbons - 
Herbert Daskum Gibson - 
Harold Napoleon Gilbert - 
Frederick Gilbreath - 
William Hanson Gill - 
Morris Williams Gilland - 
Alvan Cullon Gillem mlajši - 
Alexander Garfield Gillespie - 
William Nelson Gillmore - 
Einar Bernard Gjelsteen - 
Alfred Robinson Glancy - 
John Glover - 
Kenneth J. Glueck mlajši - 
Stuart Chapin Godfrey - 
George Washington Goethals - 
Ralph Harvard Goldthwaite - 
John Forest Goodman - 
Andrew Jackson Goodpaster - 
John F. Goodman - 
William Moses Goodman - 
Alexander Oscar Gorder - 
John Brown Gordon - 
Frank Gorenc - 
Stanley Gorenc - 
Daniel Govan - 
Roy Charles Lemach Graham - 
Charles Harry Grahl - 
Gordon Granger - 
Ulysses Simpson Grant II. - 
Walter Schuyler Grant - 
Alfred M. Gray mlajši - 
Carl Raymond Gray mlajši - 
Thomas Jackson Grayson - 
George S. Greene - 
John Nesmith Greely - 
Joseph Andrew Green - 
Thomas Henry Green - 
Edward S. Greenbaum - 
Douglass Taft Greene - 
Nathanael Greene - 
Wallace Martin Greene mlajši - 
Frank Upton Greer - 
David McM. Gregg - 
Wallace C. Gregson - 
Walter Q. Gresham - 
William Middleton Grimes - 
George Wesley Griner mlajši - 
Oscar Woolverton Griswold - 
Homer McLaughlin Groninger - 
Charles Philip Gross - 
Leslie Richard Groves - 
Robert Walker Grow - 
Roy William Grower - 
William Rudolph Gruber - 
Alfred Maximillian Gruenther - 
George Grunert - 
Louis Francis Guerre - 
Allen W. Gullion - 
Matthew John Gunner - 
Augustus Milton Gurney - 
William E. Guthner - 
John Simpson Guthrie - 
Walter Gwynn -

## H
Charles Christian Haffner mlajši - 
Michael W. Hagee - 
William Archer Hagins - 
David C. Hague - 
Alexander Meigs Haig mlajši - 
Oliver Lincoln Haines - 
Ralph E. Haines - 
Wade Hampton Haislip - 
Charles Philip Hall - 
Gene William Hall - 
Henry Wager Halleck - 
George Matthew Halloran - 
Milton Baldridge Halsey - 
Archelaus Lewis Hamblen - 
Alexander Hamilton - 
Winfield Scott Hancock - 
Edward Hand - 
Morris Clinton Handwerk - 
John W. Handy - 
Thomas Troy Handy - 
Harold Haney - 
Edward Hanlon mlajši - 
Warren Thomas Hannum - 
Francis Page Hardaway - 
Robert Morris Hardaway II. - 
Carl Adolphus Hardigg - 
Edwin Forrest Harding - 
Horace Harding - 
David P. Hardy - 
Rosswell Eric Hardy - 
Josiah Harmar - 
Ernst Nason Harmon - 
Arthur McKinley Harper - 
Joseph Eugene Harriman - 
Andrew L. Harris - 
Arthur Ringland Harris - 
Charles Spurgeon Harris - 
Charles Tillman Harris mlajši - 
Frederick Mixon Harris - 
Eugene Lynch Harrison - 
William Henry Harrison - 
William Kelly Harrison mlajši - 
Thomas L. Harrold - 
Charles Edward Hart - 
William Lee Hart - 
Russell Peter Hartle - 
Charles Dudley Hartman - 
George Eitle Hartman - 
Harlan Nelson Hartness - 
Robert Wilson Hasbrouck - 
Sherman Vitus Hasbrouck - 
William N. Haskell - 
Julian Sommerville Hatcher - 
David Nathaniel Hauseman - 
Hamilton S. Hawkins - 
Sion Boone Hawkins - 
Paul Ramsey Hawley - 
Alexander Travis Hawthorn - 
Frederic Lord Hayden - 
Philip Hayes - 
Rutherford B. Hayes - 
Thomas Jay Hayes - 
Bertram Francis Hayford - 
Loyal Moyer Haynes - 
George Price Hays - 
Harry Fouts Hazlett - 
Jack Whitehead Heard - 
Ralph Townsend Heard - 
Thomas Guerdon Hearn - 
William Heath - 
William Francis Heavey - 
Lawrence Hyskell Hedrick - 
Roy Cleveland Heflebower - 
Frank August Heileman - 
Stuart Heintzelman - 
David R. Heinz - 
Dennis J. Hejlik - 
Samuel T. Helland - 
Charles Gardiner Helmick - 
Raleigh Raymond Hendrix - 
Frank Andrew Henning mlajši - 
Guy Nelson Henninger - 
Guy Vernor Henry - 
Stephen Garrett Henry - 
John Knowles Herr - 
Thomas Wade Herren - 
Hugh Nathan Herrick - 
Charles Douglas Herron - 
Lewis Blaine Hershey - 
Kenner Fisher Hertford - 
Harcourt Hervey - 
William Hesketh - 
Walter Wood Hess mlajši - 
Hugh Bryan Hester - 
John Hutchinson Hester - 
Henry Heth - 
Charles Heywood - 
Hobart Hewett - 
Louis Emerson Hibbs - 
Daniel Webster Hickey mlajši - 
Doyle Overton Hickey - 
Thomas Francis Hickey - 
Gerald Joseph Higgins - 
Ambrose Powell Hill - 
Daniel Harvey Hill - 
Francis Hill - 
Milton Abram Hill - 
John Henry Hilldring - 
Charles Clark Hillman - 
Thomas C. Hindman - 
John Hamilton Hinds - 
Sidney Rae Hinds - 
Charles Hines - 
John Leonard Hines - 
Dale Durkee Hinman - 
Leland Stanford Hobbs - 
William Horace Hobson - 
Henry Irving Hodes - 
John Reed Hodge - 
Courtney Hicks Hodges - 
Fremont Byron Hodson - 
Hugh French Thomason Hoffmann - 
William Morris Hoge - 
Joseph Hooker - 
Lucius Roy Holbrook - 
Willard Ames Holbrook mlajši - 
Thomas Holcomb - 
William Henry Holcombe - 
Herbert Charles Holdrigde - 
Thomas Leroy Holland - 
Gordon Cloyd Hollar - 
Joseph Andrew Holly - 
Jonathan Lane Holman - 
Henry Benjamin Holmes mlajši - 
Julius Cecil Holmes - 
John Louis Homer - 
George Honnen - 
John Bell Hood - 
Andrew Daniel Hopping - 
George Anthony Horkan - 
Ralph Hospital - 
Michael A. Hough - 
Benjamin Chew Howard - 
Edwin Britain Howard - 
Oliver O. Howard - 
Robert Howe - 
William Francis Howe - 
George Pierce Howell mlajši - 
Reese Maughan Howell - 
Rene E. DeRussy Hoyle - 
Richard A. Huck - 
Clarence Ralph Huebner - 
Remi Paul Hueper - 
Benjamin Huger - 
Everett Strait Hughes - 
John Hendricken Hughes - 
Gary H. Hughey - 
John E. Hull - 
Jan C. Huly - 
Edgar Erskine Hume - 
Steven A. Hummer - 
Andrew A. Humphreys - 
Henry Jackson Hunt - 
George Bowditch Hunter - 
Charles Everett Hurdis - 
Patrick Jay Hurley - 
Thomas Dreux Hurley - 
Henry Hutchings mlajši - 
Joseph Carson Hutchison - 
James Francis Clark Hyde - 
Clyde Lloyd Hyssong -

## I
John D. Imboden - Ralph Maxwell Immel - Harry Clyde Ingles - Willard Wadsworth Irvinc - Frederick Augustus Irving - Constant Louis Irwin - Stafford Le Roy Irwin - George Izard - 

## J
Andrew Jackson - Anthony L. Jackson - Carl B. Jensen - Harold Rufus Jackson - Stonewall Jackson - Fenton Stratton Jacobs - Sanderford Jarman - Henry Davis Jay - Lawrence C. Jaynes - Ephraim Franklin Jeffe - Reuben Ellis Jenkins - Dwight Frederick Johns - Bernard Alfred Johnson - Bushrod Johnson - Harold Keith Johnson - Harry Hubbard Johnson - James Harve Johnson - Neal Creighton Johnson - Robert Wood Johnson - Stephen T. Johnson - Albert Sidney Johnston - Joseph E. Johnston - Paul William Johnston - Alan Walter Jones - Albert Monmouth Jones - David Charles Jones - Edwin Whiting Jones - Henry Lawrence Cullem Jones - James Logan Jones mlajši - Lloyd E. Jones - Thomas H. Jones - Thomas S. Jones - William E. Jones - Thomas Jordan - George Alfred Joulwan - Keyton Ashe Joyce - John P. Jumper -

## K
William Camillus Kabrich - Ronald T. Kadish - Johann de Kalb - Paul Vincent Kane - Charles Herbert Karlstad - Janis Karpinski - William Henry Kasten - William Benjamin Kean - Philip Kearny - Frank Augustus Keating - Charles Leslie Keerans mlajši - John Keliher - Joseph Keith Kellogg Jr. - John F. Kelly - Paul Xavier Kelley - Richard L. Kelly - Clarence Howard Kells - Paul Boyle Kelly - Raymond Alexander Kelser - Paul Wilkins Kendall - Claudia Kennedy - John Thomas Kennedy - Albert Walton Kenner - Redmond Francis Kernan - Joseph Kerr - Francis Rusher Kerr - William Shaffer Key - Geoffrey Keyes - George Vernon Keyser - Abram Franklin Kibler - Homer Watson Kiefer - Charles Solomon Kilburn - Hugh Judson Kilpatrick - John Reed Kilpatrick - Allen Russell Kimball - Edgar King - Edward Postell King mlajši - Henry Lord Page King - Woods King - Allen Frederick Kingman - John J. Kingman - James Kirk - Norman Thomas Kirk - Henry Knox - William Signius Knudsen - Egmont Francis Koenig - Tadeusz Kosciuszko - Hans Kramer - Herman Frederick Kramer - Richard S. Kramlich - Leo Myron Kreber - Hayes Adlai Kroner - Walter Krueger - Charles C. Krulak - Mary Ann Krusa-Dossin - Wlodzimierz Krzyzanowski - Rudolph Charles Kuldell - Louis A. Kunzig - Guy Orth Kurtz - Emerick Kutschko - Harry Russell Kutz -

## L
Jesse Amos Ladd - Laurence Knight Ladue - Richard M. Lake - Francis Henry Lanahan - Eugene Manuel Landrum - Arthur Willis Lane - James H. Lane - Walter P. Lane - John Walton Lang - Otto Frederick Lange - Charles Trueman Lanham - Thomas Bernard Larkin - William Edmund Larned - Timothy R. Larsen - Edward Haviland Lastayo - Walter Ernest Lauer - Herbert Joseph Lawes - Thompson Lawrence - Samuel Tilden Lawton - William Stevens Lawton - Walter G. Layman - Ben Lear - Ebenezer Learned - Edmond Harrison Leavey - Louis A. Ledbetter - Charles Lee - Fitzhugh Lee - John Clifford Hodges Lee - Henry Lee III - Raymond Eliot Lee - Robert E. Lee - Stephen D. Lee -William Carey Lee - William Henry Fitzhugh Lee - Paul E. Lefebvre - Barnwell Rhett Legge - Raymond Godfrey Lehman - Charles Royal Lehner - Michael R. Lehnert - John Archer Lejeune - John Stephan Lekson - Lyman Louis Lemnitzer - John M. Lentz - Emil Lenzer - John William Leonard - Archer Lynn Lerch - James Allan Lester - Burton Oliver Lewis - Henry Balding Lewis - James Malcom Lewis - John Earle Lewis - John Taylor Lewis - Joseph H. Lewis - Robert Henry Lewis - Thomas Edward Lewis - Hunter Liggett - Vicente Lim - Benjamin Lincoln - George Arthur Lincoln - Henning Linden - Malcolm Fraser Lindsey - Robert McGowan Littlejohn - Homer Litzenberg - William G. Livesay - Orlando Llenza - Fred Warde Llewellyn - Benjamin Curtis Lockwood mlajši - John A. Logan - Francis Vincent Logan - James Longstreet - James Thomas Loome - Harold Francis Loomis - Bradley M. Lott - Herbert Bernard Loper - Kenneth Prince Lord - Royal Bertrand Lord - Charles Ernest Loucks - Maxon Spafford Lough - Howard Kendall Loughry - Ralph Brundidge Lovett - Frank E. Lowe - Sumter de Leon Lowry mlajši - George Luberoff - John Porter Lucas - George Fairless Lull - Leroy Lutes - Albert Kuali Brickwood Lyman - Charles Bishop Lyman -

## M
Arthur MacArthur mlajši - Douglas MacArthur - Jay Ward MacKelvie - Edward Elliot MacMorland - Hanford MacNider - Alexander Macomb - Robert Chauncey Macon - Ray Tyson Maddocks - Halley Grey Maddox - Louis Wilson Maddox - James Carre Magee - Robert Magnus - Bruce Magruder - Carter Bowie Magruder - John B. Magruder - Marshall Magruder - Hamilton Ewing Maguire - Frank C. Mahin - William Mahone - Pierre Mallett - Francis Bernard Mallon - Harry James Malony - Harold Chittenden Mandell - Frederick Willis Manley - Mahlon Dickerson Manson - Robert Victor Maraist - Francis Andrew March - William A. March - Trelawney E. Marchant - Shelley Uriah Marietta - Francis Marion - Ward Hale Maris - Edwin Hall Marks - James Preston Marley - William Lloyd Marlin - William Frederick Marquat - George Catlett Marshall - James Creel Marshall - Richard Jaquelin Marshall - Morrill Watson Marston - Clarence Ames Martin - Edward Martin - Joseph Ignatius Martin - Thomas Lyle Martin - Clyde Massey - Henry Jeffrey Matchett - Jerry Vrchlicky Matejka - John Mather - Lemuel Mathewson - James N. Mattis - Russell Lamonte Maxwell - Hugh Tullock Mayberry - John Blackwell Maynard - Jerry C. McAbee - Larry Benjamin McAfee - Duncan McArthur - Anthony Clement McAuliffe - Allan Clay McBride - Horace Logan McBride - Robert Bruce McBride mlajši - Edward Raynsford Warner McCabe - Frederick McCabe - William Alexander McCain - Dennis M. McCarthy - John J. McCarthy - Arthur John McChrystal - George B. McClellan - John Alexander McClernand - Mark McClure - Robert A. McClure - Robert Battey McClure - David McCoach mlajši - Mervin Gilbert McConnel - Frank Charles McConnell - Alexander McDowell McCook - Condon Carlton McCornack - Frank Ross McCoy - Samuel Lusker McCroskey - Benjamin McCulloch - Henry Eustace McCulloch - William Alexander McCulloch - Dennis Edward McCunniff - Robert Clarence McDonald - Alexander McDougall - Irvin McDowell - Rex McKinley McDowell - Andrew Jackson McFarland - Earl McFarland - Edward John McGaw - Eugene McGinley - Lachlan McIntosh - Andrew Frank McIntyre - Neal Henry McKay - John Lloyd McKee - Henry Ray McKenzie - Edward Brigham McKinley - Raymond S. McLain - Lafayette McLaws - John Eugene McMahon mlajši - Leo Thomas McMahon - William Claude McMahon - Joseph J. McMenamin - Evander McNair - Lesley James McNair - Warren Henry McNaught - Edwin Colyer McNeil - James B. McPherson - Raymond Eugene McQuillin - Dandridge McRae - Wilbur Reece McReynolds - Frank Johnson McSherry - Armistead Davis Mead - Frank Celestine Meade - George Meade - Lewis M. Means - Joseph V. Medina - Joseph Cowles Mehaffey - Harris Marcy Melasky - Pearson Menoher - Frank Dow Merrill - Raymond Franklin Metcafle - Earl Harrison Metzger - George Ralph Meyer - Henry John Dick Meyer - John C. Meyer - Vincent Meyer - Harry Frederick Meyers - Joseph Anthony Michela - Stanley Raymond Mickelsen - Gerald St. Claire Mickle - William Herschel Middleswart - John William Middleton - Troy Houston Middleton - Thomas Mifflin - Bryan Lee Milburn - Sherman Miles - William E. Miley - Frank William Millburn - Fred W. Miller - Geoffrey Miller - George Allen Miller - James Miller - Lehman Wellington Miller - Luther Deck Miller - Maurice Levi Miller - Troup Miller - Mark Milley - Charles Morton Milliken - John Millikin - Richard P. Mills - Robert Hilliard Mills - Robert E. Milstead mlajši - Hugh Meglone Milton II. - Butler Buchanan Miltonberger - Hugh Chapman Minton - William Lemuel Mitchell - Richard Eugene Mittelstaedt - Eric Spencer Molitor - Hammond McDougal Monroe - Robert Miller Montague - Richard Montgomery - Edward Montgomery - Orlando Clarendon Mood - Bryant Edward Moore - Cecil Ray Moore - Darrell L. Moore - George F. Moore - Hal Moore - James Edward Moore - Richard Curtis Moore - Thomas L. Moore mlajši - Richard Bartholomew Moran - Daniel Morgan - Hugh Jackson Morgan - John Hunt Morgan - William Henry Harrison Morris mlajši - James Edward Morrisette - William Joseph Morrissey - Marie-Joseph-Paul-Roch-Yves-Gilbert du Motier, marquis de La Fayette - Raymond George Moses - William Moultrie - Verne Donald Mudge - Paul John Mueller - Peter Muhlenberg - James Irvin Muir - Walter Joseph Muller - Charles Love Mullins mlajši - Harlan Leslie Mumma - Carl Epting Mundy mlajši - Henry Dorsey F. Munnikhuysen - Edward Lyman Munson mlajši - John Bartlett Murphy - John Trott Murray - Maxwell Murray - Albert James Myer - Diller S. Myers - Donald Johnson Myers - Richard Bowman Myers - 

## N
Henry Morris Naglee - Gordon C. Nash - Richard F. Natonski - William A. Navas mlajši - Robert B. Neller - Otto Lauren Nelson mlajši - Wendell Cushing Neville - Arthur Seymor Nevis - Francis Kosier Newcomer - Paul Woolever Newgarden - Henry Carlton Newton - Robert Reese Neyland mlajši - Urban Niblo - Richard Ulysses Nicholas - Harold F. Nichols - Kenneth David Nichols - William Robert Nichols - Harold Albert Nisley - Daniel Noce - George Jacob Nold - Lauris Norstad -Thomas North - Charles Kilbourne Nulsen - William L. Nyland -

## O
John Joseph O'Brian - Maxwell A. O'Brian - James A. O'Connor - John Wilson O'Daniel - Douglas V. O'Dell mlajši - William O'Dwyer - David Ayres Depue Ogden - Joseph James O'Hare - Homer Ray Oldfield - Lunsford Errett Oliver - Dawson Olmstead - George Hamden Olmsted - Edward A. O'Neal - Evarts Walton Opie - James Garesche Ord - Frederick Henry Osborn - Theodore Morrison Osborne - H. P. Osman - Russel Alger Osmun - Lester Smith Ostrander - Charles Douglas Yelverton Ostrom - Edward Stanley Ott - Alexander Mitchell Owens - Francis Hudson Oxx -

## P
Peter Pace - George Harris Paine - Bruce Palmer - Charles Day Palmer - John M. Palmer - John McAuley Palmer - Williston Birkhimer Palmer - William Jackson Palmer - 
Frank A. Panter mlajši - R. David Papak - Robin Bernard Pape - Cortlandt Parker - Edwin Pearson Parker mlajši - George Catlett Marshall Parker mlajši - Floyd Lavinius Parks - Frank Huber Partridge - Richard Clare Partridge - Paul Clarence Paschal - Alexander McCarrell Patch - Joseph Dorst Patch - Randolph McCall Pate - John Paterson - Edwin Davies Patrick - Charles S. Patton - George Smith Patton mlajši - George Patton IV. - Willard Stewart Paul - John M. Paxton mlajši - Eugene G. Payne mlajši - Paul Everton Peabody - Madison Pearson - Howard Louis Peckham - Ernest Dichmann Peek - John C. Pemberton - Arthur William Pence - George Dunbar Pence - William Dorsey Pender - Joseph Henry Pendleton -Randolph Tucker Pendleton - Ralph McTyeire Pennell - Robert Meredith Perkins - Herbert Towle Perrin - Harry Pratt Perrine - Basil Harrison Perry -  John J. Pershing - John C. Persons - Wilton Burton Persons - Virgil Lee Peterson - James Johnston Pettigrew - Philip B. Peyton - Joseph Vinvil Phelps - Joseph Leon Philips - Thomas Raphael Philips - Irving Joseph Philipson - Wallece Copeland Philoon - Edwin William Piburn - Lewis Andrew Pick - James Arthur Pickering - George Pickett - Clinton Albert Pierce - John Leonard Pierce - John Theodore Pierce - Albert Pierson - Albert Pike - Henry Church Pillsbury - Thomas Pinckney - Ewart Gladstone Plank - Leonidas Polk - James E. Polzin - Seth Pomeroy - Enoch Poor - Francis Horton Pope - George Van Wyck Pope - John Pope - John Andrew Porter - Ray Edison Porter - William Nichols Porter - Elwyn Donald Post - Martin Post - Waldo Charles Potter - Carroll A. Powell - Colin Powell - William Dan Powell - Don Forrester Pratt - Augustin Mitchell Prentiss - Sterling Price - Vernon Edwin Prichard - Fay Brink Prickett - Walter Evans Prosser - Kazimierz Pulaski - Chesty Puller - Ralph Pulsifer - Rufus Putnam - Israel Putnam -

## Q
Omar Heinrich Quade - Alfred Bixby Quinton mlajši -

## R
Joseph W. Ralston - Rufus Stanley Ramey - Stephen Dodson Ramseur - Thomas Harry Ramsey - Edwin Hubert Randle - Marshall Guion Randol - Norman Randolph - Fred Wharton Rankin - Paul Lewis Ransom - John Paul Ratay - Isidor Schwaner Ravdin - George Windle Read mlajši - Joseph Louis Ready - Miles Reber - Milton A. Reckord - Walter Lawrence Reed - William Oliver Reeder - Michael R. Regner - Eugene Arthur Regnier - Stewart Elvin Reimel - Emil Fred Reinhardt - Stanley Eric Reinhart - David G. Reist - Eugene Reybold - Edward Reynolds - John F. Reynolds - Royal Reynolds - Russel Burton Reynolds - George William Rice - John Kirkland Rice - Roy Victor Richard - George Jacob Richards - Robert Charlwood Richardson mlajši - Duncan Grant Richart - Adam Richmond - Matthew Bunker Ridgway - Eugene Ware Ridings - Clarence Self Ridley - William Leonard Ritter - John Selden Roane - Walter M. Robertson - George M. Robeson - Mastin M. Robeson - Terry G. Robling - Keller E. Rockey - Robert E. Rodes - James S. Rodwell - Bernard William Rogers - Lowell W. Rooks - Theodore Roosevelt mlajši - Maurice Rose - William Rosecrans - Henry D. Russell - John Henry Russell mlajši - Albert Rust - Charles W. Ryder -

## S
Ricardo Sanchez - Kevin M. Sandkuhler - John F. Sattler - Christian F. Schilt - Robert E. Schmidle mlajši - Harry Schmidt - William R. Schmidt - John Schofield - Peter Schoomaker - Carl Schurz - Philip Schuyler - Norman Schwarzkopf mlajši - Charles Lewis Scott - Winfield Scott - Edmund B. Sebree - John Sedgwick - Raphael Semmes - John Malchase David Shalikashvili - William F. Sharp - Robert M. Shea - Josef R. Sheetz - Hugh Shelton - Lemuel Cornick Shepherd mlajši - Philip Sheridan - William Tecumseh Sherman - Eric Ken Shinseki - Walter C. Short - David Monroe Shoup - Franklin C. Sibert - Daniel Sickles - Franz Sigel - Joshua W. Sill - Lindsay M. Silvester - William H. Simpson - John E. Sloan - Henry Warner Slocum - Albert C. Smith - Cyrus Rowlett Smith - Edmund Kirby Smith - Holland Smith - John P. Smith - Julian Smith - Ralph C. Smith - Walter Bedell Smith - William Farrar Smith - Alexander Smyth - Brehon B. Somervell - Carl Spaatz - Melvin G. Spiese - Joseph Spencer - Robert L. Spragins - Keith J. Stalder - David S. Stanley - Arthur St. Clair - John Stark - Friedrich Wilhelm Augustus Steuben - Isaac Stevens - Charles Stewart - James Stewart - Joseph W. Stilwell - John H. Stokes mlajši - Douglas M. Stone - Donald A. Stroh - George V. Strong - James Ewell Brown Stuart - Wilhelm D. Styer - John Sullivan - Daniel I. Sultan - Thomas Sumter - Richard K. Sutherland - George Sykes - Innis P. Swift -

## T
Antonio Taguba - William B. Taliaferro - James Camp Tappan - George A. Taylor - Maxwell Davenport Taylor - Zachary Taylor - Henry Terrell mlajši - Thomas A. Terry - Sylvanus Thayer - Duane D. Thiessen - George Henry Thomas - John Thomas - Charles F. Thompson - Paul Tibbets - Benjamin F. Tracy - George J. Trautman III. - Isaac R. Trimble - Karl Truesdell - Lucian K. Truscott mlajši - Richard T. Tryon - Harry L. Twaddle -

## U
Edward G. Usher III. - 

## V
Alfred Valenzuela - Alexander Archer Vandegrift - Earl Van Dorn - James Alward Van Fleet - Henry Van Rensselaer - Joseph Vance - Daniel Van Voorhis - John William Vessey mlajši - Carl Edward Vuono -

## W
James S. Wadsworth - Jonathan M. Wainwright - Thomas D. Waldhauser - Albert W. Waldron - Fred L. Walker - Walton H.Walker - Fred C. Wallace - Lew Wallace - William S. Wallace - Littleton Waller - Artemas Ward - Orlando Ward - Joseph Warren - Gouverneur K. Warren - George Washington - Stand Watie - Edwin M. Watson - Leroy H. Watson - Anthony Wayne - William G. Weaver - Joseph F. Weber - Albert C. Wedemeyer - George Weedon - William Westmoreland - James Edward Wharton - Raymod A. Wheeler - Anthony White - Arthur A. White - Isaac D. White - Courtney Whitney - Francis B. Wilby - James Wilkinson - James L. Williams - Willie J. Williams - Cornell A. Wilson mlajši - Durward S. Wilson - Frances C. Wilson - Louis Hugh Wilson mlajši - Walter K. Wilson - Leonard F. Wing - John B. Wogan - Oliver Wolcott - John E. Wood - John S. Wood - Leonard Wood - Thomas J. Wood - Roscoe B. Woodruff - William Burnham Woods - John E. Wool - David Wooster - Horatio Wright - Ira T. Wyche - Willard G. Wyman -

## Y
Charles Elwood Yeager - Archibald Yell - Willard Young -

## Z
Jacob Zeilin - Richard C. Zilmer - Wayne C. Zimmerman - Anthony Zinni - 